# Strhaře
Strhaře är en ort i Tjeckien.   Den ligger i regionen Södra Mähren, i den östra delen av landet, 160 km sydost om huvudstaden Prag. Strhaře ligger 500 meter över havet och antalet invånare är 125.
Terrängen runt Strhaře är huvudsakligen kuperad, men norrut är den platt. Terrängen runt Strhaře sluttar söderut.Runt Strhaře är det tätbefolkat, med 331 invånare per kvadratkilometer. Närmaste större samhälle är Blansko, 17,0 km sydost om Strhaře. Omgivningarna runt Strhaře är en mosaik av jordbruksmark och naturlig växtlighet.